# ARN ribosomique 16S mitochondrial
L'ARN ribosomique 16S mitochondrial, appelé MT-RNR2 en référence à son gène, est l'un des deux ARN ribosomiques codés par le génome mitochondrial des eucaryotes,. Chez l'homme, il contient 1 559 nucléotides.
Ce gène contient également une séquence codant un polypeptide appelé humanine long de 21 ou 24 résidus d'acides aminés selon qu'il est produit dans la mitochondrie ou dans le cytoplasme respectivement. Ces deux peptides sont biologiquement actifs et font l'objet de recherches dans le cadre de traitements contre la maladie d'Alzheimer,.